# Morgan Carpenter
Morgan Carpenter (rođen 1966.) je australski bioetičar, aktivist i istraživač interseksualnosti. Godine 2013. stvorio je zastavu interseksualnosti i postao predsjednik organizacije Intersex Human Rights Australia (Interseksualna ljudska prava Australija, bivši OII Australia), čiji je izvršni ko-direktor. U 2015. godini bio je suosnivač projekta za obilježavanje Dana svijesti o interseksualnosti.

## Ishodišta
Carpenter je diplomant bioetičkog programa na Sveučilištu u Sydneyu, a ima i kvalifikacije s Tehnološkog sveučilišta u Sydneyu, Sveučilištu Dublin Cityu i Sveučilišta Coventryu. Interseksualni status mu je dijagnosticiran odrasloj dobi, opisan kao dijagnoza "neodređenog spola" i povijest operacije.

## Aktivizam
Morgan Carpenter pomogao je u osnivanju Intersex Human Rights Australia i postao je predsjednik organizacije u rujnu 2013. Carpenter je napisao podneske organizacije na upite Senata, pojavljujući se za rasprave u Senatu o antidiskriminacijskim zakonima tijekom aktivnosti koje su dovele do prihvaćanja atributa "interseksualnog statusa" u antidiskriminacijskom zakonu 1. kolovoza 2013. i istragu odbora Senata o nenamjernoj ili prisilnoj sterilizaciji osoba s invaliditetom i interseksualnih osoba.
Carpenter doprinosi radu na reformi međunarodnih medicinskih klasifikacija i medicinske prakse u Australiji. Imenovan je kao recenzent za web stranicu DSD Genetics koju financira Nacionalno vijeće za zdravstvena i medicinska istraživanja, Australija a također je autor kritika eugeničke selekcije u odnosu na interseksualna obilježja i prioritete kliničkih istraživanja. Govori protiv stigme i govorio je o pitanjima koja se tiču žena za koje se pretpostavlja da imaju interseksualne osobine u natjecateljskom sportu.
Carpenter je 2015. godine sudjelovao na prvom stručnom skupu Ujedinjenih naroda o okončanju kršenja ljudskih prava nad interseksualnim osobama. Iste je godine osnovao projekt obilježavanja Dana svijesti o interseksualnosti. Carpenter je također bio član odbora za izradu nacrta i potpisnik Yogyakarta Principles plus 10 iz 2017. o primjeni međunarodnog prava o ljudskim pravima u vezi sa seksualnom orijentacijom, rodnim identitetom, rodnim izražavanjem i spolnim obilježjima.
Carpenterove radove su objavili The Guardian, SBS, Australian Broadcasting Corporation, i drugi mediji.

### Zastava interseksualnosti
Zastavu intersexualnosti izradio je Morgan Carpenter u srpnju 2013. kao zastavu "koja nije izvedenica, ali je ipak čvrsto utemeljena u značenju". Krug je opisan kao "neprekinut i bez ukrasa, koji simbolizira cjelovitost i potpunost, te naše mogućnosti. Još se borimo za tjelesnu autonomiju i genitalni integritet, a to simbolizira pravo da budemo ono što i kako želimo biti."

## Akademski rad
Uz priznavanje ne-binarnih rodnih identiteta u australskim propisima i njemačkim rodnim listovima, Carpenter je izrazio zabrinutost da takav razvoj događaja "nije rješenje" za potrebe interseksualnih osoba. 2018. napisao je sljedeće:
'U praksi, interseksualna tijela ostaju "normalizirana" ili eliminirana medicinom, dok društvo i zakon "drugi" interseksualni identiteti. Odnosno, medicina konstruira interseksualna tijela kao žensko ili muško, dok pravo i društvo konstruiraju interseksualne identitete kao ni žensko ni muško.' 
Carpenter tvrdi da su tvrdnje da medikalizacija "spašava interseksualne ljude" od uokvirivanja u "drugog", dok "legalno drugo spašavanje interseksualnih ljudi od medikalizacije kontradiktorna i prazna retorika". 
U članku o principima Yogyakarte i odnosima između interseksualne i LGBT populacije, Carpenter naglašava nedostatke i "opasne" posljedice postavljanja interseksa kao pitanja seksualne orijentacije ili rodnog identiteta, pozivajući na zakonodavno donošenje zaštite na temelju spolnih karakteristika.

## Odabrana bibliografija

### Knjige i poglavlja u knjigama
- Carpenter, Morgan. Siječanj 2020. Intersex.   Lynette Spillman (ur.). Oxford Bibliographies in Sociology. Oxford University Press. New York. doi:10.1093/OBO/9780199756384-0232
- Carpenter, Morgan. Rujan 2018. The ‘normalisation’ of intersex bodies and ‘othering’ of intersex identities.   Jens Scherpe; Anatol Dutta; Tobias Helms (ur.). The Legal Status of Intersex Persons. Intersentia. Cambridge, England. str. 445–514. Inačica izvorne stranice arhivirana 18. listopada 2021. Pristupljeno 11. listopada 2021.
- Cabral Grinspan, Mauro; Carpenter, Morgan. 2018. Gendering the Lens: Critical Reflections on Gender, Hospitality and Torture. Gender Perspectives on Torture: Law and Practice. Center for Human Rights & Humanitarian Law, Washington College of Law, American University. str. 183–96
- Jones, Tiffany; Hart, Bonnie; Carpenter, Morgan; Ansara, Gavi; Leonard, William; Lucke, Jayne. Veljača 2016. Intersex: Stories and Statistics from Australia. Open Book Publishers. Cambridge, UK. ISBN 978-1-78374-208-0. Pristupljeno 20. svibnja 2016.
- Carpenter, Morgan; Hough, Dawn. 2014. Employers' Guide to Intersex Inclusion. Pride in Diversity and Organisation Intersex International Australia. Sydney, Australia. ISBN 978-0-646-92905-7. Inačica izvorne stranice arhivirana 25. travnja 2016. Pristupljeno 11. listopada 2021.
- Carpenter, Morgan; European Foundation for the Improvement of Living and Working Conditions; Nexus Research Co-operative. 1998. The employment of people with disabilities in small and medium-sized enterprises (PDF). European Foundation for the Improvement of Living and Working Conditions. Dublin, Ireland. ISBN 978-92-828-2949-3

### Članci u časopisima
- Carpenter, Morgan. 1. rujna 2020. Caster Semenya’s life and achievements are cause for celebration, respect and inclusion; her exclusion is consequential. Journal of Medical Ethics. 46 (9): 593–594. doi:10.1136/medethics-2020-106506. ISSN 0306-6800. PMID 32792348
- Carpenter, Morgan. 2020. Intersex human rights, sexual orientation, gender identity, sex characteristics and the Yogyakarta principles plus 10. Culture, Health & Sexuality: 1–17. doi:10.1080/13691058.2020.1781262. ISSN 1369-1058
- Carpenter, Morgan. 2020. The OHCHR background note on human rights violations against intersex people. Sexual and Reproductive Health Matters. 28 (1): 1–4. doi:10.1080/26410397.2020.1731298. ISSN 2641-0397
- Karkazis, Katrina; Carpenter, Morgan. 2018. Impossible "choices": The inherent harms of regulating women's testosterone in sport. Journal of Bioethical Inquiry. 15 (4): 579–587. doi:10.1007/s11673-018-9876-3. ISSN 1872-4353. PMID 30117064
- Carpenter, Morgan. 2018. Intersex variations, human rights, and the International Classification of Diseases. Health and Human Rights Journal. 20 (2). ISSN 2150-4113. PMC 6293350. PMID 30568414
- Carpenter, Morgan. 2018. The 'normalization' of intersex bodies and 'othering' of intersex identities in Australia. Journal of Bioethical Inquiry. 15 (4): 487–495. doi:10.1007/s11673-018-9855-8. ISSN 1872-4353. PMID 29736897
- Carpenter, Morgan. Svibanj 2016. The human rights of intersex people: addressing harmful practices and rhetoric of change. Reproductive Health Matters. 24 (47): 74–84. doi:10.1016/j.rhm.2016.06.003. ISSN 0968-8080. PMID 27578341

## Priznanje
Australijska je Gay News Network 2013. godine uključila Carpentera u svoje "LGBTI osobe za gledanje u 2014.".

## Vanjske poveznice
- Službena stranica